# Джованна Арагонская
Джованна (Иоанна) Неаполитанская (итал. Giovanna d'Aragona, 15 апреля 1478, Неаполь — 27 августа 1518) — королева Неаполя, жена Фердинанда II, короля Неаполя.

## Биография
Дочь Фердинанда I, короля Неаполя, и его второй жены Хуаны Арагонской.
После ухода французов из Неаполя, в феврале 1496 король Фердинанд II женился на Джованне, доводившейся ему теткой по отцу. Сообщая в своих мемуарах об этом событии, Филипп де Коммин прибавляет:

Мне даже страшно и говорить о подобных браках, которых на моей памяти на протяжении лет тридцати было в этом доме несколько.— Филипп де Коммин. Мемуары. VIII, 21.
Фердинанд умер 7 сентября того же года, детей в этом браке не было.
В 1503 Изабелла Кастильская предложила руку Джованны Генриху VII, потерявшему в начале года жену, Елизавету Йоркскую. В 1505 Генрих направил посольство в Испанию и Неаполь. Послам было поручено собрать самые подробные сведения о внешности Джованны и её владениях, которые позволили бы Генриху приобрести некоторое влияние в королевстве, бывшем предметом спора Франции и Арагона.
На требование короля «особо заметить и хорошо рассмотреть очертания её тела» послы доложили, что королева была тщательно окутана мантией, и они видели только её лицо. Проект брака расстроился по финансовым соображениям, когда выяснилось, что богатые владения вдовьей доли Джованны пострадали при разделе Неаполитанского королевства между Людовиком XII и Фердинандом Арагонским, а после оккупации Неаполя Арагоном все доходы идут на содержание войска и гарнизонов, а Джованна лишь получает пенсион из казны.